# Coupe d'Angleterre de football 1874-1875
Navigation
Coupe d'Angleterre 1873-1874 Coupe d'Angleterre 1875-1876
La Coupe d'Angleterre de football 1874-1875 est la 4e édition de la Coupe d'Angleterre de football. Royal Engineers remporte sa première Coupe d'Angleterre de football au détriment d'Old Etonians sur le score de 2-0 au cours d'une finale jouée dans l'enceinte du stade de Kennington Oval à Londres.

## Premier tour
| Club à domicile          | Score   | Club à l'extérieur | Date             |
| ------------------------ | ------- | ------------------ | ---------------- |
| Southall                 | 0-0     | Leyton             | 14 novembre 1874 |
| Hitchin                  | 0-1     | Maidenhead         | 14 novembre 1874 |
| Royal Engineers AFC      | 3-0     | Marlow             | 7 novembre 1874  |
| Clapham Rovers           | 3-0     | Panthers           | 7 novembre 1874  |
| Reigate Priory           | Exempté |                    |                  |
| Civil Service            | Forfait | Harrow Chequers    |                  |
| Upton Park FC            | 0-3     | Barnes             | 24 octobre 1874  |
| Wanderers                | 16-0    | Farningham         | 31 octobre 1874  |
| Oxford University AFC    | 6-0     | Brondesbury        | 31 octobre 1874  |
| Windsor Home Park        | Forfait | Uxbridge           |                  |
| Old Etonians             | 0-0     | Swifts             | 5 novembre 1874  |
| Shropshire Wanderers     | Forfait | Sheffield          |                  |
| Woodford Wells           | 1-0     | High Wycombe       | 31 octobre 1874  |
| Pilgrims                 | 3-1     | South Norwood      | 10 octobre 1874  |
| Cambridge University AFC | 0-0     | Crystal Palace     | 14 novembre 1874 |

### Matchs à rejouer
| Club à domicile          | Score | Club à l'extérieur | Date             |
| ------------------------ | ----- | ------------------ | ---------------- |
| Leyton                   | 0-5   | Southall           | 28 novembre 1874 |
| Swifts                   | 1-1   | Old Etonians       | 14 novembre 1874 |
| Old Etonians             | 3-0   | Swifts             | 26 novembre 1874 |
| Cambridge University AFC | 2-1   | Crystal Palace     | 21 novembre 1874 |

## Second tour
| Club à domicile       | Score   | Club à l'extérieur       | Date             |
| --------------------- | ------- | ------------------------ | ---------------- |
| Royal Engineers AFC   | 5-0     | Cambridge University AFC | 5 décembre 1874  |
| Maidenhead            | 2-1     | Reigate Priory           | 5 décembre 1874  |
| Clapham Rovers        | 2-0     | Pilgrims                 | 5 décembre 1874  |
| Wanderers             | 5-0     | Barnes                   | 21 novembre 1874 |
| Oxford University AFC | Forfait | Windsor Home Park        |                  |
| Old Etonians          | Exempté |                          |                  |
| Shropshire Wanderers  | 1-0     | Civil Service            | 14 novembre 1874 |
| Woodford Wells        | 3-0     | Southall                 | 5 décembre 1874  |

## Quarts de finale
| Club à domicile      | Score | Club à l'extérieur    | Date            |
| -------------------- | ----- | --------------------- | --------------- |
| Royal Engineers AFC  | 3-2   | Clapham Rovers        | 30 janvier 1875 |
| Wanderers            | 1-2   | Oxford University AFC | 30 janvier 1875 |
| Old Etonians         | 1-0   | Maidenhead            | 23 janvier 1875 |
| Shropshire Wanderers | 1-1   | Woodford Wells        | 23 janvier 1875 |

### Match à rejouer
| Club à domicile | Score | Club à l'extérieur   | Date           |
| --------------- | ----- | -------------------- | -------------- |
| Woodford Wells  | 0-2   | Shropshire Wanderers | 6 février 1875 |

## Demi-finales
| Club à domicile     | Score | Club à l'extérieur    | Date            |
| ------------------- | ----- | --------------------- | --------------- |
| Royal Engineers AFC | 1-1   | Oxford University AFC | 27 février 1875 |
| Old Etonians        | 1-0   | Shropshire Wanderers  | 27 février 1875 |

### Match à rejouer
| Club à domicile     | Score | Club à l'extérieur    | Date        |
| ------------------- | ----- | --------------------- | ----------- |
| Royal Engineers AFC | 1-0   | Oxford University AFC | 5 mars 1975 |

## Finale
| Titulaires : |  |
| |  |
| William Merriman George Sim Gerald Onslow Richard Ruck Pelham von Donop Charles Wood Herbert Rawson William Stafford Henry Renny-Tailyour Cecil Wingfield-Stratford Alexander Mein |  |

| Titulaires : |  |
| |  |
| Charles Farmer Arthur Kinnaird James Stronge William Kenyon-Slaney Robert Benson Frederick Patton Cuthbert Ottaway Alexander Bonsor Albert Thompson Edgar Lubbock Francis Wilson |  |

| Titulaires : |  |
| |  |
| William Merriman George Sim Gerald Onslow Richard Ruck Pelham von Donop Charles Wood Herbert Rawson William Stafford Henry Renny-Tailyour Cecil Wingfield-Stratford Alexander Mein |  |

| Titulaires : |  |
| |  |
| Charles Farmer Arthur Kinnaird James Stronge William Kenyon-Slaney Robert Benson Frederick Patton Cuthbert Ottaway Alexander Bonsor Albert Thompson Edgar Lubbock Francis Wilson |  |

| Royal Engineers | Old Etonians |

### Match à rejouer
| Titulaires : |  |
| |  |
| Charles Farmer Arthur Kinnaird James Stronge Edward Drummond-Moray Alfred Lubbock Frederick Patton Thomas Hammond Alexander Bonsor Matthew Farrer Edgar Lubbock Francis Wilson |  |

| Titulaires : |  |
| |  |
| William Merriman George Sim Gerald Onslow Richard Ruck Pelham von Donop Charles Wood Herbert Rawson William Stafford Henry Renny-Tailyour Cecil Wingfield-Stratford Alexander Mein |  |

| Titulaires : |  |
| |  |
| Charles Farmer Arthur Kinnaird James Stronge Edward Drummond-Moray Alfred Lubbock Frederick Patton Thomas Hammond Alexander Bonsor Matthew Farrer Edgar Lubbock Francis Wilson |  |

| Titulaires : |  |
| |  |
| William Merriman George Sim Gerald Onslow Richard Ruck Pelham von Donop Charles Wood Herbert Rawson William Stafford Henry Renny-Tailyour Cecil Wingfield-Stratford Alexander Mein |  |

| Old Etonians | Royal Engineers |